# 143年
| 千纪： | 1千纪                                                                                           |
| 世纪： | 1世纪 \| 2世纪 \| 3世纪                                                                         |
| 年代： | 110年代 \| 120年代 \| 130年代 \| 140年代 \| 150年代 \| 160年代 \| 170年代                       |
| 年份： | 138年 \| 139年 \| 140年 \| 141年 \| 142年 \| 143年 \| 144年 \| 145年 \| 146年 \| 147年 \| 148年 |
| 纪年： | 癸未年（羊年）；东汉汉安二年                                                                    |

## 各国领袖

### 非洲
- 库施
  - 国王：Takideamani（140年－155年）

### 亚洲
- 中国
  - 东汉：
    - 皇帝：汉顺帝（125年－144年）
- 朝鲜
  - 百济：
    - 国王：盖娄王（128年－166年）

  - 高句丽：
    - 国王：太祖王（53年－146年）

  - 新罗：
    - 国王：逸圣尼师今（134年－154年）

### 欧洲
- 高加索伊比里亚
  - 国王：拉达米斯特（142年－145年）
- 罗马帝国
  - 皇帝：安敦宁·毕尤（138年－161年）

### 中东
- 奥斯若恩
  - 国王：Ma'nu VIII bar Ma'nu（139年－163年）
- 安息
  - 国王：沃洛吉斯三世（105年－147年）

## 出生
- 漢沖帝，東漢第九位皇帝

## 逝世
- 崔瑗（78年出生，65岁）